# نبرد دیرالزور (سپتامبر–نوامبر ۲۰۱۷)

مناطق تحت نزاع نبرد دیر الزور

نبرد دیر الزور نزاعی است بین داعش (ISIL) و نیروی زمینی سوریه (SAA) بر سر شهر دیرالزور یک شهر مرکز استان واقع بر کرانه رود فرات. این شهر از ۲۰۱۴ تا ۲۰۱۷ به دو نیمهٔ در کنترل حکومت سوریه و داعش تقسیم شده بود. باقی استان دیر الزور در بیشتر این مدت در کنترل داعش بود و نیمهٔ در کنترل حکومت شهر را در حصر می‌گذاشت.
ارتش سوریه در تابستان ۲۰۱۷ حمله وسیعی را در مرکز سوریه شروع کرد و موفق به رفع حصر و شروع عملیات تهاجمی برای به چنگ آوردن بقیه شهر و نیز نواحی پیرامون آن شد و از طرفی بدلیل کاهش توان رزمی داعش در نبرد موصل و الانبار زمینه پیشروی ارتس سوریه بطرف شهرهای المیادین و ابوکمال بعنوان تنها شهر های در اشغال داعش مهیا گردید و نهایتاً ارتش سوریه پس از نبردهای شدید و با پشتیبانی متحدان و نیروی هوایی روسیه ابتدا شهر المیادین و پس از آن با ادامه عملیات شهر استراتژیک ابوکمال در نزدیکی مرز عراق را پس از چند بار دست به دست شدن و جنگ شدید در ۲۰ نوامبر ۲۰۱۷ تصرف کرد.